# Mune (Heiligtum)
Das Mune war ein Ritualschrein und das Nationalheiligtum des Kanem-Reiches am Tschadsee. Im Zuge seiner Islamisierungspolitik zerstörte der König Dunama II. (1203–1242) dieses Symbol der staatlichen Einheit.

## Bedeutung
Der Chronist Ibn Furtu im 16. Jahrhundert vergleicht den Mune mit der Sakina des Koran und schreibt beiden heiligen Objekten die gleiche religiöse Potenz zu. Zudem gibt er zu erkennen, dass er den Mune als die vom König Saul ererbte Bundeslade Israels betrachte. Die These ist bisher von den Forschern nicht bestätigt worden. Mehrere Hinweise der Königschronik von Kanem, des Diwan, deuten an, dass die israelitische Komponente der Geschichte Kanem-Bornus ernst zu nehmen sein könnte: die am Anfang der Chronik stehenden 20 Patriarchen-Namen, angefangen mit Adam, von denen mehrere eine eigenständige, von arabischen Texten unabhängige Überlieferung annehmen lassen, die auf Abraham zurückführende mündliche Überlieferung und die Aufteilung der Macht in die Duguwa/Zaghawa und die Sefuwa-Herrschergruppen. Auch christliche Reminiszenzen sind in der frühen Geschichte von Kanem zu verzeichnen. Dennoch geben die arabischen Geographen zu erkennen, dass das vorislamische Kanem weder ein israelitischer noch ein christlicher Staat war. Sein sakrales Königtum ist stattdessen als kanaanäisch-israelitischer Staat mit starken polytheistischen Komponenten zu betrachten. Phönikisch-punische Sklavenjäger etablierten zur Mitte des 1. Jahrtausends v. Chr. einen militärischen Stützpunkt am Südende der zentrale Route der Sahara, aus dem sich später die Nachfolgestaaten Agisymba und Kanem herausbildeten.

## Folgen der Zerstörung
Die Konsequenzen der Zerstörung des Mune werden von den inneren Quellen als desaströs betrachtet. Während die Königschronik von Kanem, der Diwan, dieses Ereignis als Auslöser dynastischer Konflikte ansieht, ist Ibn Furtu davon überzeugt, dass die kurzsichtige Gewalthandlung die Heraufbeschwörung eines vorher unbekannten Machtstrebens zwischen den Großen des Reiches zur Folge gehabt hätte. Insbesondere der siebenjährige Krieg gegen die vorher fest ins Reich integrierten Tubu, aber letztlich auch die 1381 erfolgte Vertreibung der herrschenden Sefuwa aus Kanem, sollen Konsequenzen der verhängnisvollen Tat gewesen sein.